# Daphniphyllum beddomei
Daphniphyllum beddomei är en tvåhjärtbladig växtart som beskrevs av William Grant Craib. Daphniphyllum beddomei ingår i släktet Daphniphyllum och familjen Daphniphyllaceae. Inga underarter finns listade i Catalogue of Life.